# Няндома
Няндома (на руски: Няндома) е град в Русия, административен център на Няндомски район, Архангелска област. Населението на града към 1 януари 2018 година е 19 783 души.